# Gloucester Shire
Gloucester Shire var en kommun i Australien. Den låg i delstaten New South Wales, i den sydöstra delen av landet, omkring 230 kilometer norr om delstatshuvudstaden Sydney. 2014 var antalet invånare 4 974 och arean var 2 950 kvadratkilometer.
Kommunen upphörde den 12 maj 2016 då den slogs samman med Great Lakes Council och Greater Taree för att bilda det nya självstyresområdet Mid-Coast Council.
Följande samhällen ingick i Gloucester Shire:
- Gloucester
- Failford
- Copeland
- Craven
- Bundook

I övrigt fanns följande i Gloucester Shire:
- Vattendrag:
  - Cobark River (ett vattendrag)
  - Moppy River (ett vattendrag)
  - Mopti River (ett vattendrag)

- Berg:
  - Barrington Tops (en bergstopp)
  - Big Ben (ett berg)
  - Black Springs Top (ett berg)
  - Bluff Mountain (ett berg)
  - Bombit Top (ett berg)
  - Boranel Mountain (ett berg)
  - Brumlow Top (en bergstopp)
  - Bulliac Pinnacle (ett berg)
  - Camels Hump (ett berg)
  - Careys Peak (en bergstopp)
  - Cobbs High Point (ett berg)
  - Cockadilly Mountain (ett berg)
  - Dingo Mountain (ett berg)
  - Front Mountain (ett berg)
  - High Point (ett berg)
  - Karo Mountain (ett berg)
  - Kyle Range North (ett berg)
  - Mechanics Mountain (ett berg)
  - Mernot Pimple (ett berg)
  - Monkeycot Bluff (ett berg)
  - Mount Bruigate (ett berg)
  - Mount Carson (ett berg)
  - Mount Kirripit (ett berg)
  - Mount Mckenzie (ett berg)
  - Mount Mograni (ett berg)
  - Mount Myra (ett berg)
  - Mount Tibbuc (ett berg)
  - Pigeon Top (ett berg)
  - Prince Charlie Mountain (ett berg)
  - Scattered Top Mountain (ett berg)
  - Spectacle Mountain (ett berg)
  - Terrible Billy (ett berg)
  - Terrible Billy (ett berg)
  - Whipstick Mountain (ett berg)
  - Wiakok Peak (en bergstopp)
  - Wiakok Rock (ett berg)
  - Vinegar Mountain (ett berg)
  - Yellokok Mountain (ett berg)